# Паласуелос-де-ла-Сьєрра
Паласуелос-де-ла-Сьєрра (ісп. Palazuelos de la Sierra) — муніципалітет в Іспанії, у складі автономної спільноти Кастилія-і-Леон, у провінції Бургос. Населення — 70 осіб (2010).
Муніципалітет розташований на відстані близько 200 км на північ від Мадрида, 24 км на південний схід від Бургоса.

## Демографія
Динаміка населення (INE ):